# Atiprosin
Atiprosin (AY-28,228) je antihipertenzivni lek koji se koristi kao selektivni antagonist α1-adrenergičkog receptora. On takođe poseduje izvesnu antihistaminsku aktivnost, mada je ona slaba. On nije plasiran na tržište.

## Sinteza
Jedan od mogućih sintetičkih puteva je: